# Schenkelberg
Schenkelberg település Németországban, Rajna-vidék-Pfalz tartományban. Lakosainak száma 652 fő (2023. december 31.).

## Népesség
A település népességének változása:
| Lakosok száma | 602  | 604  | 624  | 653  | 645  | 652  |
|               | 1975 | 2017 | 2019 | 2021 | 2022 | 2023 |